# Toba de tinichea (roman)
Pentru alte sensuri, vezi Toba de tinichea (dezambiguizare).
Toba de tinichea (în germană Die Blechtrommel) este un roman scris de Günter Grass și publicat în 1959. El este primul roman din Trilogia Danzigului (în germană Danziger Trilogie) a lui Grass. A fost ecranizat în anul 1979 într-un film, care a câștigat în același an premiul Palme d'Or la Festivalul de Film de la Cannes și în anul următor Premiul Oscar pentru cel mai bun film străin.

## Rezumat
Povestea se învârte în jurul vieții lui Oskar Matzerath, așa cum o narează el-însuși atunci când este internat într-un spital de boli mentale în cursul anilor 1952-1954. Născut în 1924 în Orașul Liber Danzig (astăzi Gdańsk, Polonia), cu o capacitate de gândire și percepție caracteristice unui adult, el decide să nu mai crească atunci când îl aude pe tatăl său afirmând că își dorește ca fiul său să devină băcan. Înzestrat cu un țipăt ascuțit care poate sparge sticla sau poate fi folosit ca o armă, Oskar se declară a fi unul dintre acei "copii telepați", a căror "dezvoltare spirituală este completă la naștere și trebuie doar să se afirme". El își păstrează statura de copil în timpul perioadei interbelice, al celui de-al Doilea Război Mondial și apoi al perioadei postbelice. Averea sa cea mai de preț este o tobă de tinichea de jucărie, dintre care prima a primit-o drept cadou la cea de-a treia aniversare, urmată de multe alte tobe de fiecare dată când o spărgea atunci când bătea prea tare în ea; el este dispus să comită acte de violență pentru a-o păstra.
Oskar consideră că are doi "tați prezumtivi" - soțul mamei sale, Alfred Matzerath, un membru al Partidului Nazist, și verișorul și iubitei mamei sale, Jan Bronski, un polonez din Danzig, care este executat pentru Apărarea Oficiului Poștal Polonez din Danzig în timpul invadării Poloniei de către Germania Nazistă. În urma morții mamei lui Oskar, Alfred se căsătorește cu Maria, o fată care este în secret prima amantă a lui Oskar. După căsătoria cu Alfred, Maria dă naștere fiului prezumtiv al lui Oskar, Kurt. Dar Oskar este dezamăgit să constate că copilul continuă să crească după vârsta de trei ani.
În timpul războiului, Oskar se alătură unei trupe de artiști pitici care distrează trupele germane aflate în linia întâi a frontului. Dar când cea de-a doua iubire a vieții sale, pitica Roswitha, este ucisă de trupele aliate în Bătălia pentru Normandia, Oskar se întoarce la familia sa din Danzig, devenind liderul unei bande de tineri infractori (asemănătoare cu Pirații Edelweiss). Armata sovietică capturează curând orașul Danzig, iar Alfred este împușcat de către trupele invadatoare după ce a făcut o criză atunci când și-a înghițit insigna sa de partid pentru a nu se descoperi că era nazist.
După război, Oskar, mama sa vitregă și fiul lor trebuie să părăsească orașul Danzig (devenit parte a Poloniei) și să se mute la Düsseldorf, unde el pozează nud împreună cu Ulla și lucrează la inscripționarea pietrelor funerare. Oskar decide să trăiască separat de Maria și fiul ei, Kurt, odată cu creșterea conflictelor. El decide să se mute într-un apartament deținut de către familia Zeidler. După ce se mută, el se îndrăgostește de sora Dorothea, o vecină, dar nu reușește să o seducă. În timpul unei întâlniri cu Klepp, acesta din urmă îl întreabă pe Oskar cum de poate emite judecăți de valoare în domeniul muzicii. Oskar, dispus să-și dovedească sieși o dată pentru totdeauna și lui Klepp, un coleg muzician, începe să bată în toba sa, în ciuda jurământului său de a nu mai cânta niciodată după moartea lui Alfred și interpretează o măsură la tobă. Evenimentele care urmează îi conduc pe Klepp, Oskar și chitaristul Scholle să formeze trupa de jazz The Rhine River Three. Ei sunt descoperiți de domnul Schmuh, care îi invită să cânte la clubul Pivnița de ceapă. După o interpretare excepțională, o agenție de concerte aflată în căutare de talente îl descoperă pe toboșarul de jazz Oskar și îi oferă un contract. Oskar obține în curând faimă și bogăție. Într-o zi, în timp ce mergea pe jos pe un câmp, găsește un deget retezat: degetul inelar al sorei Dorothea, care a fost ucisă. El se întâlnește și se împrietenește apoi cu Vittlar. Deși era nevinovat, Oskar se lasă condamnat pentru crimă și este închis într-un azil de nebuni, unde își scrie memoriile.

## Personaje principale
Romanul este împărțit în trei cărți. Personajele principale din fiecare carte sunt: 
Cartea întâi:
- Oskar Matzerath: își scrie memoriile sale în anii 1952-1954, vârsta de 28-30 ani, apărând ca un zeitgeist de-a lungul perioadelor istorice. El este protagonistul principal al romanului și naratorul său subiectiv.
- Bruno Munsterberg: îngrijitorul lui Oskar, care îl privește prin vizor. El face sculpturi noduroase inspirate de poveștile lui Oskar.
- Anna Koljaiczek Bronski: bunica lui Oskar, o concepe pe mama lui Oscar în 1899, care este anul când încep memoriile lui Oskar.
- Joseph Koljaiczek ("Bang Bang Jop" sau "Joe Colchic"): bunicul lui Oskar, un "piroman".
- Agnes Koljaiczek: mama cașubiană a lui Oskar.
- Jan Bronski: vărul și amantul lui Agnes. Tatăl prezumtiv al lui Oskar. El este, din punct de vedere politic, de partea polonezilor.
- Alfred Matzerath: soțul lui Agnes. Celălalt tată prezumtiv al lui Oskar. Este membru al Partidului Nazist.
- Sigismund Markus: un om de afaceri evreu din Danzig, care deține magazinul de jucării din care Oskar își cumpără tobele de tinichea. Magazinul este distrus în timpul Nopții de cristal din Danzig.

Cartea a doua:
- Maria Truczinski: fată angajată de către Alfred pentru a-l ajuta în magazin, după ce Agnes moare și cu care Oskar are prima sa experiență sexuală. Ea devine însărcinată și se căsătorește cu Alfred, dar atât Alfred, cât și Oskar cred că sunt tatăl copilului Mariei. Ea rămâne familia lui Oskar în perioada de după război.
- Bebra: conducătorul trupei teatrale de pitici căreia i se alătură Oskar pentru a fugi din Danzig. El este proprietarul paraplegic de mai târziu al agenției de concerte a lui Oskar.
- Roswitha Raguna: amanta lui Bebra, apoi a lui Oskar.
- "Scărmănătorii": banda copiilor străzii din Danzig; Oskar îi conduce ca "Isus" după ce-și dovedește entuziasmul spărgând cu vocea lui toate geamurile de la abandonata Fabrică de Ciocolată Baltica.

Cartea a treia:
- (Sora) Dorothea: o asistentă medicală din Düsseldorf și iubita lui Oskar după ce Maria l-a respins.
- Egon Münzer (Klepp): prietenul lui Oskar. Flautist de jazz și comunist auto-proclamat.
- Gottfried von Vittlar: prietenul lui Oskar, împotriva căruia depune mărturie în Cazul Degetului Retezat la invitația lui Oskar.

## Stil
Oskar Matzerath este un narator subiectiv, deoarece starea sa de sănătate psihică este una discutabilă. El narează povestea la persoana I-a, cu toate că deviază ocazional la persoana a III-a, uneori în aceeași propoziție. Fiind un narator nesigur, el se contrazice adeseori în autobiografia sa, ca și în diferitele sale relatări despre Apărarea Oficiului Poștal Polonez, soarta bunicului Koljaiczek, statutul său patern referitor la Kurt, fiul Mariei, și multe altele.
Romanul are o puternică natură politică, deși el trece dincolo de statutul de roman politic ca urmare a unei pluralități stilistice. Există elemente de alegorie, mit și legendă, care plaseză romanul în genul realismului magic.
Toba de tinichea are conotații religioase atât evreiești, cât și creștine. Oskar ține conversații imaginare atât cu Isus, cât și cu Satana în întreaga carte. Membrii bandei lui îl numesc "Isus", apoi, mai târziu în carte, se referă la el-însuși și la penisul lui ca "Satana".

## Recepție critică
Reacția inițială la Toba de tinichea a fost una mixtă. Romanul a fost considerat blasfemiator și pornografic de către unele persoane și au fost luate măsuri legale împotriva lui și a lui Grass. Cu toate acestea, sentimentul opiniei publice s-a schimbat prin 1965 în unul de acceptare și romanul a fost recunoscut curând ca un clasic al literaturii postbelice atât în Germania, cât și în întreaga lume.

## Traduceri în limba română
- Toba de tinichea, traducere de Nora Iuga, Editura Univers, București, 1997
- Toba de tinichea, traducere de Nora Iuga, Editura Polirom, Iași, 2007 (reeditat de mai multe ori)

## Adaptări

### Film
În anul 1978 a fost realizată o adaptare cinematografică în regia lui Volker Schlöndorff. Ea acoperă doar acțiunea din primele două cărți, încheindu-se la sfârșitul războiului. Filmul a câștigat în 1979 premiul Palme d'Or la Festivalul de Film de la Cannes (ex aequo cu Apocalypse Now), iar în anul următor Premiul Oscar pentru cel mai bun film străin.

### Radio
BBC Radio 4 a difuzat în 1996 o dramatizare radio cu Phil Daniels. Adaptată de Mike Walker, ea a câștigat premiul British Writers Guild pentru cea mai bună dramatizare.

## În cultura populară
- Return to the Onion Cellar: A Dark Rock Musical, un muzical original care a avut premiera în 2010 la New York International Fringe Festival și care se referă la Toba de tinichea și la Günter Grass.[14]
- The Onion Cellar, o piesă scrisă de Amanda Palmer și Brian Viglione de la The Dresden Dolls pentru American Repertory Theater, este inspirată dintr-un capitol din Toba de tinichea.